# Шон О'Кейси
Шон О'Кейси (на английски: Seán O'Casey) е ирландски драматург, поет и писател на произведения бестселъри в жанра драма, комедия и мемоари.

## Биография и творчество
Шон О'Кейси, с рожд. име Джон Кейси, е роден на 30 март 1880 г. в Дъблин, окръг Дъблин, Ирландия, в многолюдно протестантското семейство на Майкъл Кейси, чиновник (работил за мисиите на Ирландската църква) и Сюзън Арчър. Когато е 6-годишен баща му умира и семейството преживява трудно. Самият той страда от лошо зрение, поради което образованието му върви трудно. В началото на 1890-те заедно с брат си Арчи представят спектакли на пиеси на Дион Бусико и Уилям Шекспир в семейното жилище.
Напуска училище на четиринадесет години и работи на различни работни места, включително 9 години като железопътен служител в Голямта североирландска железница и за кратко в бизнеса за разпространение на вестници на компания „Ейсън“.
През 1906 г., в подкрепа на ирландската националистическа кауза, се включва в Гелската лига и научава ирландски език. Променя и името си на Шон О'Кейси. После се включва в тайното Ирландско републиканско братство и в Общия съюз на ирландските работници от транспорта. Участва в „Дъблинския локут“, поради което е включен в черен списък и известно време не може да си намери постоянна работа. През 1914 г. става генерален секретар на Ирландската гражданска армия, но скоро напуска.
През 1917 г. приятелят му Томас Аше умира в гладна стачка в затвора и това го вдъхновява да пише, защото разбира, че с перото ще постигне повече отколкото с гражданската съпротива. В следващите пет години пише пиеси. Първата му приета пиеса е трагикомедията „The Shadow of a Gunman“ (Сянката на стрелеца) от 1923 г., която е поставена в театъра на абатството. Заедно с другите две трагикомични пиеси, „Юнона и Пауна“ (1924) и „The Plough and the Stars“ (1926), образуват трилогията „Дъблин“. Последната част предизвиква бурен скандал и нападки от страна на националистите и той напуска Ирландия и се заселва в Западна Англия. През 1930 г. режисьорът Алфред Хичкок първи екранизира негово произведение – пиесата „Юнона и Пауна“. В следващите години пиесите от трилогията многократно са екранизирани от различни киностудии.
Докато е в Лондон за поставянето на пиесата „Юнона и Пауна“ се запознава ирландската актриса с Айлийн Рейнолдс. Жени се за нея през 1927 г. Имат 3 деца. Живеят в Лондон до 1938 г., след което се преместват в Тотнис.
В произведенията си писателят обрисува живота на ирландските работници, който той добре познава. Първите му пиеси са пацифистки сатирични трагикомедии, написани обаче със съчувствие към героите. Впоследствие той пристъпва към създаването на мистични морализиращи драми, а в края на живота си към фантастични комедии. Въпреки първоначалната остра критика и твърденията за липса на патриотизъм, творчеството е широко признато в Ирландия и по света.
В периода 1939 – 1954 г. излизат 6 тома с негови мемоари, които впоследствие са публикувани в сборника „Mirror in My House“ (Огледало в моята къща).
Шон О'Кейси умира от инфаркт на 18 септември 1964 г. в Торки, Девън, Англия. Тялото му е кремирано.
През 1965 г. неговия автобиографичен сборник „Огледало в моята къща“ е екранизиран в биографичния филм на Джак Кардиф и Джон Форд „Young Cassidy“ с участието на Род Тейлър (в ролята на О'Кейси), Флора Робсън, Маги Смит, Джули Кристи, Едит Евънс и Майкъл Редгрейв.
Пешеходният мост на река Лифи в Дъблин построен през 2005 г. е кръстен на негово име.

## Произведения
- Lament for Thomas Ashe (1917)
- The Story of Thomas Ashe (1917)
- Songs of the Wren (1918)
- More Wren Songs (1918)
- The Harvest Festival (1918)
- The Story of the Irish Citizen Army (1919)
- Kathleen Listens In (1923)
- Nannie's Night Out (1924)
- The Silver Tassie (1927)
- Within the Gates (1934)
- The End of the Beginning (1937)
- A Pound on Demand (1939)
- The Star Turns Red (1940)
- Red Roses for Me (1942)
Червени рози за мен, изд.: „Народна култура“, София (1972), прев. Илия Люцканов
- Purple Dust (1940/1945)
- Oak Leaves and Lavender (1946)
- Cock-a-Doodle Dandy (1949)
- Hall of Healing (1951)
- Bedtime Story (1951)
- Time to Go (1951)
- The Wild Goose (1952)
- The Bishop's Bonfire: A Sad Play within the Tune of a Polka (1955)
- The Drums of Father Ned (written 1957, staged 1959)
- Behind the Green Curtains (1961)
- Figuro in the Night (1961)
- The Moon Shines on Kylenamoe (1961)

### Серия „Дъблин“ (Dublin)
1. The Shadow of a Gunman (1923)
2. Juno and the Paycock (1924)
Юнона и Пауна, изд.: „Народна култура“, София (1977), прев. Григор Павлов
3. The Plough and the Stars (1926)

### Серия „Автобиографии“ (Autobiographies)
1. I Knock at the Door (1939)
Аз чувам на вратата : Бегли спомени за нещата, които са ме създали, изд.: „Народна култура“, София (1962), прев. Атанас Славов
2. Pictures in the Hallway (1942)
3. Drums Under the Window (1945)
4. Inishfallen, Fare Thee Well (1949)
5. Rose and Crown (1952)
6. Sunset and Evening Star (1954)

- Mirror in My House (1956, 1963) – сборник

### Други на български език
- Под цветната шапка – сборник разкази, изд. „Профиздат“ (1967), прев. Иван Белчев

### Екранизации
- 1930 Джуно и Пийкок, Juno and the Paycock
- 1936 The Plough and the Stars
- 1938 The End of the Beginning – ТВ филм
- 1938 Juno and the Paycock – ТВ филм
- 1947 The End of the Beginning (TV Short) (play)
- 1952 General Motors Presents – ТВ сериал, 1 епизод, по „Юнона и Пауна“
- 1955 Enden på begyndelsen – ТВ филм
- 1956 Juno und der Pfau – ТВ филм
- 1956 Omnibus – ТВ сериал, 1 епизод, по „Juno and the Paycock“ и „The Plough and the Stars“
- 1951 – 1957 BBC Sunday-Night Theatre – ТВ сериал, 2 епизода, по „Юнона и Пауна“
- 1957 ITV Television Playhouse – ТВ сериал, 1 епизод, по „The Shadow of a Gunman“
- 1960 Juno and the Paycock – ТВ филм
- 1960 Play of the Week – ТВ сериал, 1 епизод, по „Юнона и Пауна“
- 1960 Art Carney Special – ТВ сериал, 1 епизод, по „A Pound on Demand“
- 1960 Süßes Erwachen – ТВ филм
- 1960 The Robert Herridge Theater – ТВ сериал, 1 епизод, по „The End of the Beginning“
- 1961 ITV Play of the Week – ТВ сериал, 1 епизод, по „Юнона и Пауна“
- 1961 Zacátek konce
- 1962 Ett pund kontant – ТВ филм
- 1962 Quest – ТВ сериал, 1 епизод, по „Bedtime Story“
- 1962 Er du våken, Angela? – ТВ филм
- 1963 Das Ende vom Anfang – ТВ филм
- 1963 Skyggen af en helt – ТВ филм, по „The Shadow of a Gunman“
- 1963 Usporená libra – ТВ филм, по „A Pound on Demand“
- 1964 Punta vaadittaessa – ТВ филм, по „A Pound on Demand“
- 1964 Gran teatro – ТВ сериал, 1 епизод
- 1964 Rote Rosen für mich – ТВ филм
- 1965 Funta sa stednje knjizice – ТВ филм
- 1965 Young Cassidy – по автобиографията
- 1965 Kraj pocetka – ТВ филм
- 1965 Primera fila – ТВ сериал, 1 епизод
- 1965 Pension pro svobodné pány – ТВ филм
- 1965 Der Rebell, der keiner war – ТВ филм
- 1965 Raude roser åt meg – ТВ сериал, 3 епизода, по автобиографията и пиесата „Юнона и Пауна“
- 1966 Teatterituokio – ТВ сериал, 1 епизод, по „The End of the Beginning“
- 1966 Kapinoitsijan varjo – ТВ филм, по „The Shadow of a Gunman“
- 1967 Der Schatten eines Kämpfers – ТВ филм
- 1967 Aura ja tähdet – ТВ филм, по „The Plough and the Stars“
- 1967 Abschied vier Uhr früh – ТВ филм
- 1967 Theatre 625 – ТВ сериал, 1 епизод
- 1968 Der Mond scheint auf Kylenamoe – ТВ филм
- 1968 Teatro de siempre – ТВ сериал, 1 епизод
- 1968 Pension pro svobodné pány – по „Bedtime Story“
- 1969 Spectacle d'un soir – ТВ сериал, 1 епизод, по „The End of the Beginning“
- 1969 Juno und der Pfau – ТВ филм, по „Juno and the Peacock“
- 1971 Der Pott – ТВ филм по „The Silver Tassie“
- 1972 The Shadow of a Gunman – ТВ филм
- 1972 Skuggen av ein helt – ТВ филм по „The Shadow of a Gunman“
- 1973 L'ombre d'un franc-tireur – ТВ филм
- 1973 Stage 2 – ТВ сериал, 1 епизод по „The Shadow of a Gunman“
- 1974 Ein Freudenfeuer für den Bischof – ТВ филм
- 1974 Skuggan av en hjälte – ТВ филм, по „The Shadow of a Gunman“
- 1974 Juno und der Pfau – ТВ филм
- 1975 O Dispensário – ТВ филм
- 1975 De ploeg en de sterren – ТВ филм
- 1980 The Silver Tassie – ТВ филм
- 1980 Der Mond scheint auf Kylenamoe – ТВ филм
- 1980 Juno and the Paycock – ТВ филм
- 1989 Kikeriki – ТВ филм
- 1995 Performance – ТВ сериал, 1 епизод, по „Shadow of a Gunman“